# Withérite
La withérite est une espèce minérale de formule BaCO3. Ce minéral cristallise dans le système cristallin orthorhombique.

## Historique de la description et appellations

### Inventeur et étymologie
La withérite a été décrite en 1784 par William Withering (1741-1799), médecin et botaniste britannique. Le nom withérite est ensuite donné à ce minéral en 1790 par Abraham Gottlob Werner en son honneur.

### Topotype
Le gisement topotype se trouve à Nenthead (en), dans le comté de Cumbria au nord-ouest de l'Angleterre,.

### Synonymes
Le minéral est tout d'abord nommé Terra Ponderosa, avant d'être rebaptisé withérite en 1790.

## Caractéristiques physico-chimiques

### Critères de détermination
La withérite fluoresce sous les courtes et longues radiations UV, et phosphoresce sous les courtes radiations UV,.

### Composition chimique
La withérite, de formule BaCO3, a une masse moléculaire de 197,336 u. Elle est donc composée des éléments suivants :
| Élément | Nombre (formule) | Masse des atomes (u) | % de la masse moléculaire |
| ------- | ---------------- | -------------------- | ------------------------- |
| Baryum  | 1                | 137,327              | 69,59                     |
| Carbone | 1                | 12,011               | 6,09                      |
| Oxygène | 3                | 15,999               | 24,32                     |
| Total : | 5 éléments       | 197,336              | 100                       |

### Cristallochimie
Selon la classification de Strunz, la withérite fait partie de la classe des carbonates et nitrates, plus précisément des carbonates anhydres d'alcalino-terreux (5.AB).
| Minéral         | Formule                   | Groupe ponctuel     | Groupe d'espace                               |
| --------------- | ------------------------- | ------------------- | --------------------------------------------- |
| Calcite         | CaCO3                     | 3m (3 2/m)          | R3c {R3 2/c}                                  |
| Gaspéite        | (Ni,Mg,Fe)CO3             | 3m (3 2/m)          | R3c                                           |
| Magnésite       | MgCO3                     | 3m (3 2/m)          | R3c {R3 2/c}                                  |
| Otavite         | CdCO3                     | 3m (3 2/m)          | R3c                                           |
| Rhodochrosite   | MnCO3                     | 3m (3 2/m)          | R3c {R3 2/c}                                  |
| Sidérite        | FeCO3                     | 3m (3 2/m)          | R3c {R3 2/c}                                  |
| Smithsonite     | ZnCO3                     | 3m (3 2/m)          | R3c {R3 2/c}                                  |
| Sphérocobaltite | CoCO3                     | 3m (3 2/m)          | R3c {R3 2/c}                                  |
| Ankérite        | Ca(Fe,Mg,Mn)(CO3)2        | 3                   | R3                                            |
| Dolomite        | CaMg(CO3)2                | 3                   | R3                                            |
| Kutnohorite     | Ca(Mn,Mg,Fe)(CO3)2        | 3                   | R3                                            |
| Minrecordite    | CaZn(CO3)2                | 3                   | R3                                            |
| Aragonite       | CaCO3                     | mmm (2/m 2/m 2/m)   | Pmcn                                          |
| Cérusite        | PbCO3                     | mmm (2/m 2/m 2/m)   | Pcmn                                          |
| Strontianite    | SrCO3                     | mmm (2/m 2/m 2/m)   | Pmcn                                          |
| Withérite       | BaCO3                     | mmm (2/m 2/m 2/m)   | Pmcn                                          |
| Vatérite        | CaCO3                     | 6/mmm (6/m 2/m 2/m) | P63/mmc {P63/m 2/m 2/c}                       |
| Huntite         | CaMg3(CO3)4               | 3 2                 | R3 2                                          |
| Norséthite      | BaMg(CO3)2                | 3 2                 | R3 2                                          |
| Alstonite       | BaCa(CO3)2                |                     |                                               |
| Olekminskite    | Sr(Sr,Ba)(CO3)2           |                     |                                               |
| Paralstonite    | BaCa(CO3)2                |                     |                                               |
| Barytocalcite   | BaCa(CO3)2                | 2/m                 | P21/m {P1 1 21/m} {P21/m} {P1 21/m 1}         |
| Carbocernaïte   | (Ca,Na)(Sr,Ce,Ba)(CO3)2   |                     |                                               |
| Benstonite      | (Ba,Sr)6(Ca,Mn)6Mg(CO3)13 | 3                   | R3                                            |
| Juangodoyite    | Na2Cu(CO3)2               | 2/m                 | P21/b {P1 1 21/b} {P21/c} {P1 21/c 1} {P21/a} |

Selon la classification de Dana, la withérite se trouve dans la classe des carbonates anhydres (classe 14), de formule A+ CO3 (classe 14.01), et plus précisément dans le groupe des aragonites (14.01.03). Ce groupe comprend, outre la withérite, l'aragonite, la strontianite et la cérusite.

### Cristallographie
Le groupe d'espace de la withérite est mmm (2/m 2/m 2/m). Le système cristallin est orthorhombique, et les paramètres cristallins sont a = 5,31 Å, b = 8,904 Å et c = 6,43 Å, avec un ratio a : b : c = 0,597 : 1 : 0,722 (V = 303,88 Å3). La masse volumique apparente mesurée (4,43 g·cm-3) est très sensiblement égale à sa masse volumique apparente calculée (4,31 g·cm-3).

## Gîtes et gisements

### Gîtologie et minéraux associés
La withérite se forme dans les veines hydrothermales, à basse température. Elle est communément associée à des minéraux lourds, comme la fluorine, la célestine, la galène, la calcite, l'aragonite, l'anglésite et la barytine. La withérite naturelle change très peu, en composition, alors que pour le minéral synthétique, une solution solide complète avec la strontianite a été trouvée. C'est le deuxième minéral de baryum, après la barytine, mais il ne s'agit pas d'un minéral commun.

## Risques sanitaires
Le carbonate de baryum est toxique lorsqu'il est ingéré. Sa forme cristalline, la withérite, est moins nocive, mais il est recommandé d'éviter de respirer les poussières et de bien se laver les mains après manipulation.